# Gaz de houille
Pour un article plus général, voir Gaz manufacturé.
Ne doit pas être confondu avec gaz de couche.
Le gaz de houille est un gaz manufacturé, produit lors de la transformation de la houille en coke et par gazéification du charbon. Le gaz de houille fut utilisé comme gaz d'éclairage jusqu'à la fin du XIXe siècle, époque à laquelle il fut détrôné par l'électricité, et plus généralement comme gaz de ville, jusque dans les années 1960, époque où il fut progressivement remplacé par le gaz naturel.
Le terme de « gaz de houille » tend également à être utilisé pour désigner le gaz de couche désorbé des couches de charbon.

## Histoire
La propriété de la découverte du « gaz de houille », aux alentours de 1800 a fait débat à l'époque. Elle se trouve partagée entre le Français Philippe Lebon, l'Anglais William Murdoch, l'Allemand Frédéric-Albert Winsor, le Limbourgeois Jan Pieter Minckelers qui est le seul à ne pas lui avoir donné de suites industrielles. Il semble cependant que sa fabrication et son exploitation comme éclairage aient été réalisées bien avant à l'Abbaye de Culross, en Écosse, où l'on s'en est servi dans des vases.
La « distillation» de la houille (qui permettra d'obtenir le gaz de houille) est pratiquée dans un premier temps pour obtenir le coke.
À partir de 1812, la diffusion du gaz de houille comme gaz d'éclairage se fait à Londres d'abord, à Paris ensuite, sous l'impulsion de Frédéric-Albert Winsor, à une époque où l'on s'éclaire encore à l'huile. Dans la foulée, diverses sociétés sont fondées dans le but d'équiper les grandes villes européennes, parmi lesquelles la société anglaise Imperial Continental Gas Association, qui seront à l'origine des grands groupes énergétiques modernes.
L'arrivée du gaz de houille se heurte dans un premier temps à la méfiance, entièrement fondée, des gens qui craignent qu'il soit source d'incendie ou d’explosion, ou par les vendeurs d'huile de baleine qui craignent de perdre leur marché (l'huile de baleine est alors le combustible utilisé dans les lampes à huile en Angleterre). Ainsi Charles Giraud écrit-il en 1817 :

« L'éclairage par le gaz est aujourd'hui répandu à un tel point en Angleterre, pour les rues, les boutiques, les ateliers, les spectacles, les fabriques et les temples, que l'on a craint que cette invention, en diminuant l'usage de l'huile de baleine, ne nuisît aux pêcheries anglaises. »

Lebon en 1785 choisit le « gaz de bois » plutôt que le gaz de houille dans ses applications, et nomme son gaz, « gaz hydrogène ». Le gaz de houille est lui appelé « gaz hydrogène carburé » (« gas light » par Murdoch en Angleterre) et ensuite « gaz d'éclairage ». C'est à cette époque que toutes les grandes avenues d'Europe sont progressivement éclairées par des becs de gaz. Le gaz d'éclairage sert par la suite de combustible pour les turbines et moteurs, pour le chauffage ainsi que la cuisson. L'appellation « gaz de ville », provient du fait que le gaz d'éclairage est essentiellement distribué dans les villes et ne sert désormais plus seulement qu'à s'éclairer. Les dénominations « gaz manufacturé » et « gaz de cokerie » rappellent que le gaz d'éclairage, et ensuite le gaz de ville, sont fabriqués dans des usines à gaz et dans des cokeries (par opposition au gaz naturel, au gaz de couche ou au grisou, présents à l'état naturel dans le sous-sol).
Le gaz de ville est progressivement remplacé dans ses applications d'éclairage par l'électricité à partir de 1880, et dans ses applications de chauffage, par le gaz naturel, à partir de la crise de 1929, et se généralise à partir de la fin de Seconde Guerre mondiale.
La transformation du charbon en gaz suscite un regain d'intérêt avec la découverte en 1926 du procédé Fischer-Tropsch (permettant de générer un carburant liquide synthétique appelé « synfuel »). À cette occasion, l’appellation « gaz de synthèse » ou « syngas » (abréviation de « synthetic gas ») fait son apparition, qui englobe les « gaz manufacturés » ainsi que les expériences modernes pour créer des gaz synthétiques.
Au milieu des années 1980, les hydrocarbures (gaz naturel ou coupes pétrolières) sont la source principale des gaz de synthèse. L'utilisation du charbon, devient totalement marginale.
En France, La dernière usine à gaz de ville, celle de Belfort, en Franche-Comté ferme en 1971.
Fin XXe siècle et début XXIe siècle, les gaz sidérurgiques (gaz de houille issu des cokeries et gaz de haut fourneau (capté à la sortie du gueulard des hauts fourneaux auxquels s'ajoute, si l'aciérie est équipée d'une installation dédiée, le gaz des convertisseurs à l'oxygène) sont encore récupérés en partie pour fournir l’énergie nécessaire à la cokéfaction et à la production de fonte. Le surplus de ces gaz est éventuellement valorisé dans des unités de production de vapeur et d’électricité. Au début du XXIe siècle, des projets d'unité de cogénération (production combinée de vapeur et d’électricité valorisant l’excédent de gaz sidérurgiques) sont à l'étude.

## Le gaz de houille
« De toutes les matières que l'on emploie, les plus propres sont les huiles grasses, les résines, les schistes bitumineux ; mais la houille est celle qui a présenté le plus d'avantages sous le rapport de l'économie : elle donne jusqu'à 20 % de son poids en produits gazeux et laisse pour résidu du coke dont la valeur compense en partie l'achat des matières premières. Les procédés relatifs à la distillation de la houille sont donc ceux qui présentent le plus d'intérêt. »

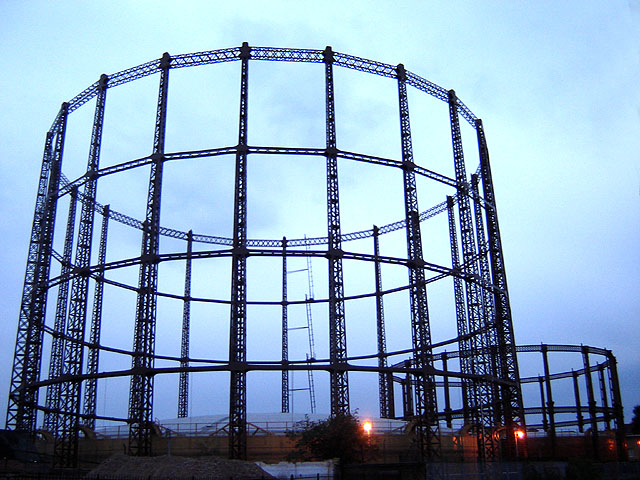
Deux gazomètres de Londres.

La houille est loin de n’être que du carbone. Pour dix atomes de carbone on y compte huit atomes d’hydrogène en moyenne, provenant d’hydrocarbures aromatiques condensés dérivés du naphtalène, de l’anthracène, du phénanthrène et de leurs homologues supérieurs. En outre elle renferme toujours plus ou moins de soufre qui conduit, lors de la cokéfaction, à un gaz particulièrement toxique et malodorant, le sulfure d'hydrogène (H2S).
Lors de sa découverte, la distillation de la houille dans des cornues permet d'obtenir un gaz brut riche en dihydrogène (H2), méthane (CH4), monoxyde de carbone (CO), du goudron de houille, ainsi que 75 % de carbone impur, le coke, l’inévitable sulfure d'hydrogène et des traces de mercaptans et autres impuretés,. Le monoxyde de carbone (CO), bien que très toxique, participe activement à la combustion en ne donnant que du dioxyde de carbone. Le goudron de houille, liquide riche en composés aromatiques et polyaromatiques alors utilisé pour le calfatage, devient par la suite le produit de base de la carbochimie (sa distillation à 400 °C permet d'obtenir du benzène, toluène, xylène, aniline, phénol, naphtalène et anthracène).
Vers 1800, Murdoch retire environ 250 litres de gaz par kilogramme de charge. La vente du coke à elle seule couvre le prix d’achat de la houille. Le gaz, stocké dans des gazomètres, est acheminé à sa destination via un réseau local de canalisations.

### Propriétés physiques
| Composition de référence | Composition de référence | Composition de référence | Composition de référence | Composition de référence | Composition de référence | Composition de référence | Composition de référence | Composition de référence | PCI (Th/Nm3) | Volume d'air stœchiométrique (Nm3air/Nm3) | Volume de fumée stœchiométrique (Nm3fumée/Nm3) | Température de flamme (°C) | Température de flamme (°C) | Densité (par rapport à l'air) | Viscosité dynamique (10−6 Pa s) |
| CO                       | CO2                      | CH4                      | C2H4                     | C2H6                     | C3H6                     | C6H6                     | H2                       | N2                       | PCI (Th/Nm3) | Volume d'air stœchiométrique (Nm3air/Nm3) | Volume de fumée stœchiométrique (Nm3fumée/Nm3) | Gaz à 15 °C                | Gaz à 500 °C               | Densité (par rapport à l'air) | Viscosité dynamique (10−6 Pa s) |
| ------------------------ | ------------------------ | ------------------------ | ------------------------ | ------------------------ | ------------------------ | ------------------------ | ------------------------ | ------------------------ | ------------ | ----------------------------------------- | ---------------------------------------------- | -------------------------- | -------------------------- | ----------------------------- | ------------------------------- |
| 6,7                      | 1,6                      | 24                       | 1,8                      | 0,8                      | 0,1                      | 0,2                      | 62,7                     | 2,1                      | 4,34         | 4,421                                     | 5,129                                          | 1 934                      | 2 141                      | 0,319                         | 10,21                           |

## Les défauts du gaz de houille
En 1807, Le gaz de houille a des défauts multiples :
- le monoxyde de carbone (CO) et le sulfure d'hydrogène (H2S) sont toxiques ;
- l’excès de dioxyde de carbone (CO2) tend à diminuer le pouvoir éclairant ;
- non contents de dégager une odeur pestilentielle, le sulfure d'hydrogène ou son produit de combustion le dioxyde de soufre (SO2) attaquent les métaux environnants et les noircissent ; les peintures contenant de la céruse (PbCO3) sont également altérées. (De cet inconvénient naît toutefois un progrès : le développement modeste de peintures à base de blanc de zinc, beaucoup moins toxiques et ne noircissant pas.) Dans les théâtres où le gaz de houille est utilisé, il flétrit toutes les peintures, et peut, « dans le cours d'une année, gâter et détruire toutes les décorations et les ornements les plus coûteux »[10] ; dans les magasins ou bibliothèques, on signale des effets corrosifs sur les tissus, les reliures ainsi que sur les couleurs[11] ;
- les résidus de goudron ont pour effet d’encrasser les canalisations :
- la présence d’aérosols et d’une manière générale de condensables qui, avec les fluctuations de température, présentent la fâcheuse propriété de se rassembler, en phase liquide, dans les parties basses de l’installation, provoquent de graves perturbations dans le fonctionnement général du réseau. L’expression populaire « Y a d’l’eau dans le gaz » nous est restée pour signifier une situation conflictuelle.

D'une manière générale, la présence de dioxyde de carbone et de sulfure d'hydrogène nécessitera une épuration physique et chimique du gaz qui sera longtemps imparfaite : au début du vingtième siècle des utilisateurs se plaignent encore de mauvaises odeurs, de céphalées et de vomissements causés par le gaz.
Le potentiel mortel du gaz d'éclairage en fait le moyen de suicide le plus utilisé en Angleterre (50 %). Et en France, en 1950, ce sont encore plus de 400 personnes qui meurent par intoxication volontaire au gaz par année. Ce chiffre diminue progressivement à partir de 1960, date à laquelle le gaz de houille est progressivement remplacé par le gaz naturel. Cette diminution démontre presqu'expérimentalement que l'inhalation de ce nouveau gaz entraine des risques d'asphyxie très modérés. En Angleterre « la disparition rapide du gaz de houille a fait que le nombre total des suicides recensés a même diminué pendant quelques années, puisque les candidats au suicide, ignorants des changements de la nature du gaz, continuaient d’avoir recours à celui-ci ».

## L'épuration
Les opérations de transformations d'épuration du gaz de houille sont presque totalement mises au point par l'anglais Samuel Clegg.

## Dans une usine en 1970
En 1970, peu de temps avant que sa productions ne soit arrêtée au profit du gaz naturel, le gaz de houille obtenu dans une usine à gaz  a un pouvoir calorifique entre 5 000 et 5 800 kilocalories/m3 (ce qui signifie qu'un m3 de gaz peut élever d'1 °C la température de 5 200 à 5 800 litres d'eau). Le gaz est alors mélangé à une certaine quantité de gaz à l'air et de gaz à l'eau. Comme ces gaz ont un pouvoir calorifique plus faible, l'ensemble donne au gaz de ville un pouvoir calorifique plus faible entre 4 000 et 5 000 kilocalories/m3. Le gaz épuré est incolore.
Voici détaillée sa composition :
|                                  | En volume | En poids |
| -------------------------------- | --------- | -------- |
| dihydrogène (H2)                 | 50 %      | 8,4 %    |
| méthane (CH4)                    | 32 %      | 41,6 %   |
| monoxyde de carbone (CO)         | 8 %       | 18,8 %   |
| éthylène et autres hydrocarbures | 4 %       | 9,4 %    |
| diazote                          | 3 %       | 7,1 %    |
| Dioxyde de carbone               | 2 %       | 7,4 %    |
| benzène et produits aromatiques  | 1 %       | 7,3 %    |

## Toxicologie, santé au travail
L'opération de gazéification du charbon est considérée comme une circonstance ayant fait l'objet de « preuves humaines suffisantes pour le cancer du poumon »
Au début de l'exploitation du gaz de houille, les conditions de travail dans les usines sont épouvantables. Le procédé de fabrication étant discontinu, le déchargement du coke des cornues et le chargement de la houille a lieu à chaud. À sa sortie, le coke s’enflamme et doit être éteint avec des seaux d’eau. Tout y était, chaleur, poussières, vapeurs irritantes, toxiques et cancérigènes.

## Utilisation
Le gaz, fabriqué dans des usines à gaz, est stocké dans des gazomètres et acheminé localement par des canalisations :
- d'abord comme gaz d'éclairage ;
- ensuite comme gaz de chauffage et comme gaz de cuisson, dans les cuisinières à gaz ;
- dans les turbines et les moteurs à gaz.

Le premier moteur à explosion à deux temps, imaginé et réalisé par Jean-Joseph Étienne Lenoir en 1860, utilise un gaz d'éclairage.
Les ballons à gaz utiliseront principalement du gaz d'éclairage, en remplacement du dihydrogène. (Ce gaz d’éclairage sera lui-même remplacé ensuite par l'hélium, plus cher mais non combustible.) Quoique plus dense que l'hydrogène, le gaz de houille est alors disponible à souhait et présente de meilleures qualités osmotiques. À noter que c'est en cherchant des gaz à destination des ballons à gaz que Jan Pieter Minckelers découvre les applications du gaz de houille pour l’éclairage en 1784.

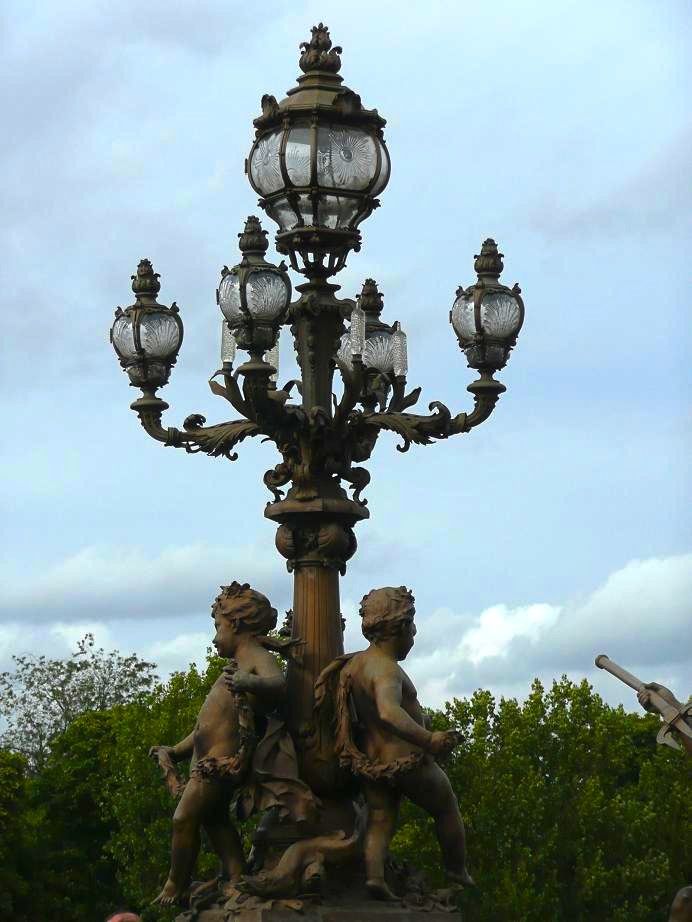
Candélabre au gaz, Pont Alexandre-III à Paris (1896-1900).
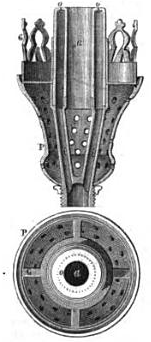
Bec Bengel (plan et coupe).
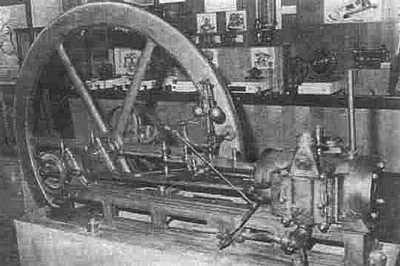
Moteur à gaz d'Étienne Lenoir au Musée des arts et métiers à Paris.
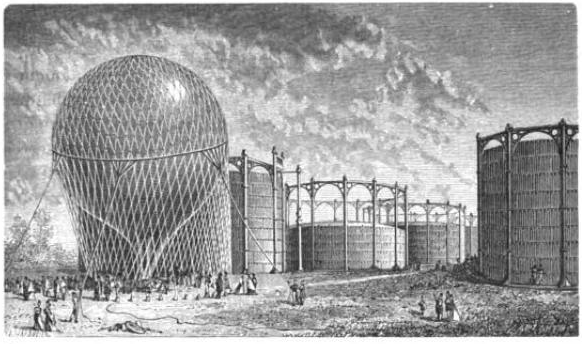
Départ d'un ballon à gaz à l'usine à gaz de la Villette.